# Zug
För andra betydelser, se Zug (olika betydelser).
Zug (tyska) (tyskt uttal: [tsuːɡ]
 ( lyssna), franska: Zoug, italienska: Zugo) är en stad och kommun i kantonen Zug i centrala Schweiz. Kommunen har 31 995 invånare (2023). Zug är huvudort i kantonen med samma namn.
Kommunen består av orterna Zug och Oberwil bei Zug.
På Zugerbergs lägre sluttningar växer många fruktträd och Zugs mest kända jordbruksprodukt är kirschwasser.

## Historia
Staden omnämndes första gången 1242 och beskrevs då som underställt grevarna i Kyburg. Den kallades för en oppidum 1242 och en castrum 1255. År 1273 köptes den av Rudolf IV av Habsburg. Staden styrdes av en fogde, som utsågs av habsburgarna, och en rådsförsamling. Flera områden i landsbygden (till exempel Baar, Menzingen och Aegeri) hade var och en sin egen Landsgemeinde (landskommun) men styrdes av en enda fogde som även denne utsågs av habsburgarna. Dessa områden kallades Äusseres Amt. Den 27 juni 1352 inträdde både Zug och Äusseres Amt i den schweiziska konfederationen. Efter flera turbulenta årtionden avsade sig habsburgarna alla sina territoriella anspråk på Zug.
I september 2001 inträffade Zugmassakern då en man med antisocial personlighetsstörning, beväpnad med bland annat ett automatgevär och en handgranat, mördade 14 politiker och skadade 18 i kantonsparlamentets byggnad.

## Geografi
Staden är belägen vid Zugsjöns nordöstra strand vid foten av Zugerberg (1 039 meter över havet). Zug ligger cirka 21 kilometer nordost om Luzern och cirka 23 kilometer söder om Zürich.
Kommunen Zug har en yta om 21,62 km². Av denna areal används 6,94 km² (32,1 %) för jordbruksändamål och 8,23 km² (38,1 %) utgörs av skogsmark. Av resten utgörs 5,99 km² (27,7 %) av bostäder och infrastruktur, medan 0,54 km² (2,5 %) är impediment.

## Ekonomi
Det på Stockholmsbörsen noterade bolag Fenix Outdoor International AG har sedan 2014 sitt huvudsäte Zug, då huvudkontoret flyttades från Örnsköldsvik.

## Demografi
Kommunen Zug har 31 995 invånare (2023). En majoritet (79,8 %) av invånarna är tyskspråkiga (2014). En italienskspråkig minoritet på 2,6 % lever i kommunen. 48,9 % är katoliker, 14,8 % är reformert kristna och 36,2 % tillhör en annan trosinriktning eller saknar en religiös tillhörighet (2014).

## Sport
Ishockeylaget EV Zug deltar i den schweiziska högstadivisionen National League, och spelar sina hemmamatcher i Bossard Arena. Peter Forsberg bor i Zug med familj.